# Ligue féminine de hockey de l'Ouest
La Ligue féminine de hockey de l'Ouest (en anglais, Western Women's Hockey League ou WWHL) était l'une des grandes ligues majeures de hockey sur glace féminin au Canada, en activité de 2004 à 2011. Elle a existé en parallèle de la Ligue canadienne de hockey féminin (Canadian Women's Hockey League ou CWHL) établie dans l'Est du Canada.

## Histoire de la ligue
La Ligue féminine de hockey de l'Ouest est créée en 2004. Elle se compose d'équipes de l'Ouest du Canada et d'une équipe des États-Unis. Plusieurs de ces équipes sont des anciennes équipes de l'ancienne Ligue nationale de hockey féminin – également connue sous le nom de National Women's Hockey League.
Le bureau de la nouvelle ligue est initialement établi à Vancouver, en Colombie-Britannique et est géré par Recreation Sports Management Inc. Le 13 juillet 2006, une fusion est censée avoir lieu entre la LNHF et la WWHL : les équipes de la WWHL doivent intégrer la LNHF et créer ainsi une nouvelle division Ouest. Cependant, des conflits d'horaire entre les championnats du monde féminin 2007 et le match de championnat WWHL retardent cette fusion, puis le projet est annulé en raison de l'effondrement financier de la Ligue nationale de hockey féminin. La WWHL décide toutefois de continuer ses activités.
En 2007, Hockey Canada annonce prendre en charge l'organisation d'un championnat féminin qui opposerait l'équipe finaliste de la WWHL et l'équipe finaliste de la Ligue canadienne de hockey féminin – Canadian Women's Hockey League (CWHL) en fin de saison régulière. Depuis 2009, les équipes championnes des deux ligues se rencontrent à la fin de la saison pour la Coupe Clarkson.
La Ligue canadienne de hockey féminin (LCHF) annonce le 19 avril 2011, la création d'une nouvelle équipe pour la saison 2011-12. Cette nouvelle équipe basée à Edmonton et à Calgary est une combinaison des anciennes franchises de la WWHL Chimos d'Edmonton et Rockies de Strathmore. Ceci a pour effet immédiat d'amputer deux clubs à la Ligue féminine de hockey de l'ouest pour la saison 2011-2012. Les relations entre la LCHF et la WWHL deviennent tendues: le directeur des Whitecaps du Minnesota accuse la LCHF de fermer délibérément une éventuelle participation des Whitecaps au tournoi de la prochaine Coupe Clarkson. La WWHL, quant à elle, planifie une expansion vers Toronto pour la saison 2012-2013.
En attendant, il est prévu pour la saison 2011-2012 que les deux clubs restants (les Maple Leafs du Manitoba et le Whitecaps du Minnesota) jouent des matchs amicaux contre des équipes universitaires de la NCAA.

## Équipes de la WWHL
- Les Maple Leafs du Manitoba, situé à Winnipeg, Manitoba. L'équipe joue au Winnipeg Free Press Arena et cesse d'exister lors de la fin de la ligue, en 2011.
- Le Whitecaps du Minnesota n'a pas une patinoire assignée et joue ses matchs à domicile à travers le Minnesota. L'équipe continue d'exister de façon indépendante à la suite de la disparition de la WWHL.
- Les Chimos d'Edmonton et les Rockies de Strathmore ont cessé leurs activités à la fin de la saison 2010-2011. La fondatrice et directrice générale des Rockies de Strathmore Samantha Holmes-Domagala a rejoint la LCHF et s'occupe des besoins de l'équipe d'expansion, Alberta CWHL.
- L'Oval X-Treme de Calgary suspend ses activités pour la saison 2009-2010 et passe la saison 2010-2011 dans la préparation de l'équipe olympique canadienne à Calgary. L'Oval X-Treme devait par la suite revenir dans la Ligue féminine de hockey de l'Ouest après les jeux olympiques d'hivers de 2010 à Vancouver, mais le projet ne s'est jamais concrétisé.
- Les Breakers de la Colombie-Britannique (2004-2009) cesse ses activités en pleine saison 2008-2009. Après la saison désastreuse de 2007-2008 (aucune victoire de la saison avec une fiche de 0 victoire contre 22 revers et 2 parties nulles pour 2 points) les nouveaux propriétaires de l'équipe n'ont pas été en mesure de corriger la situation financière de l'équipe[4]
- Le Prairie Ice de la Saskatchewan (2003-2007) cesse ses activités après la saison 2006-2007.
- L'équipe féminine nationale chinoise a également joué un calendrier hors-concours contre des équipes de la ligue durant la saison 2007-2008 avec des points au classement de la ligue.

## Championnat WWHL
Les différentes équipes championnes sont désignées ci-dessous en gras et l'équipe finaliste est écrite en caractère normal :
| Saison    | Champion                | Finaliste               |
| --------- | ----------------------- | ----------------------- |
| 2010-2011 | Whitecaps du Minnesota  | -                       |
| 2009-2010 | Whitecaps du Minnesota  | Rockies de Strathmore   |
| 2008-2009 | Whitecaps du Minnesota  | Oval X-Treme de Calgary |
| 2007-2008 | Oval X-Treme de Calgary | Whitecaps du Minnesota  |
| 2006-2007 | Oval X-Treme de Calgary | Whitecaps du Minnesota  |
| 2005-2006 | Oval X-Treme de Calgary | Whitecaps du Minnesota  |
| 2004-2005 | Oval X-Treme de Calgary | Chimos d'Edmonton       |